# Newfane (New York)
Newfane è un comune degli Stati Uniti d'America, situato nello stato di New York, nella contea di Niagara.